# بخش فوا
بخش فوا (به فرانسوی: Arrondissement de Foix) یک بخش در فرانسه است که در آرییژ واقع شده‌است.